# ماساو كاتو
ماساو كاتو (باليابانية: 加藤正夫؛ بالكانا: かとう まさお) هو لاعب غو محترف ‏ ياباني، ولد في 15 مارس 1947 في فوكوكا في اليابان، وتوفي في 30 ديسمبر 2004.